# Kazimieras Steponas Šaulys
Kazimieras Steponas Šaulys (ur. 28 stycznia 1872, zm. 9 maja 1964 w Lugano w Szwajcarii) – litewski ksiądz rzymskokatolicki, teolog, sygnatariusz Aktu Niepodległości Litwy z 1918 roku.
W 1895 roku ukończył seminarium duchowne w Kownie, później (1895–99) studiował na Akademii Duchownej w Petersburgu. Święcenia kapłańskie przyjął 24 czerwca 1899. Po powrocie na Litwę pełnił posługę w Poniewieżu. W latach 1906–1922 w Żmudzkim Seminarium Kapłańskim w Kownie prowadził kursy z zakresu prawa kościelnego, teologii moralnej i socjologii. W 1917 roku wziął udział w konferencji wileńskiej – rok później był jednym z dwudziestu sygnatariuszy Aktu Niepodległości Litwy. Po aneksji Litwy przez ZSRR wyemigrował do Szwajcarii, gdzie dożył końca swych dni.